# Betty Nägeli
Pour les articles homonymes, voir Nägeli.
Betty Nägeli, née le 3 août 1854 à Zurich et décédée le 16 février 1947 à Kottgeisering, est une peintre suisse.

## Biographie

### Famille
Betty Nägeli est la fille du botaniste suisse Karl Wilhelm von Nägeli.

### Formation
Betty Nägeli suit la formation du peintre autrichien Ludwig Willroider.

### Carrière artistique
Betty Nägeli est spécialisée en peinture de paysages et travaille à Munich. Elle présente deux tableaux au cours de l'exposition nationale suisse de 1883.
Ses œuvres sont présentes dans le Kunsthaus de Zurich et au musée des Beaux-Arts de Winterthour.

## Galerie

Œuvres de Betty Nägeli
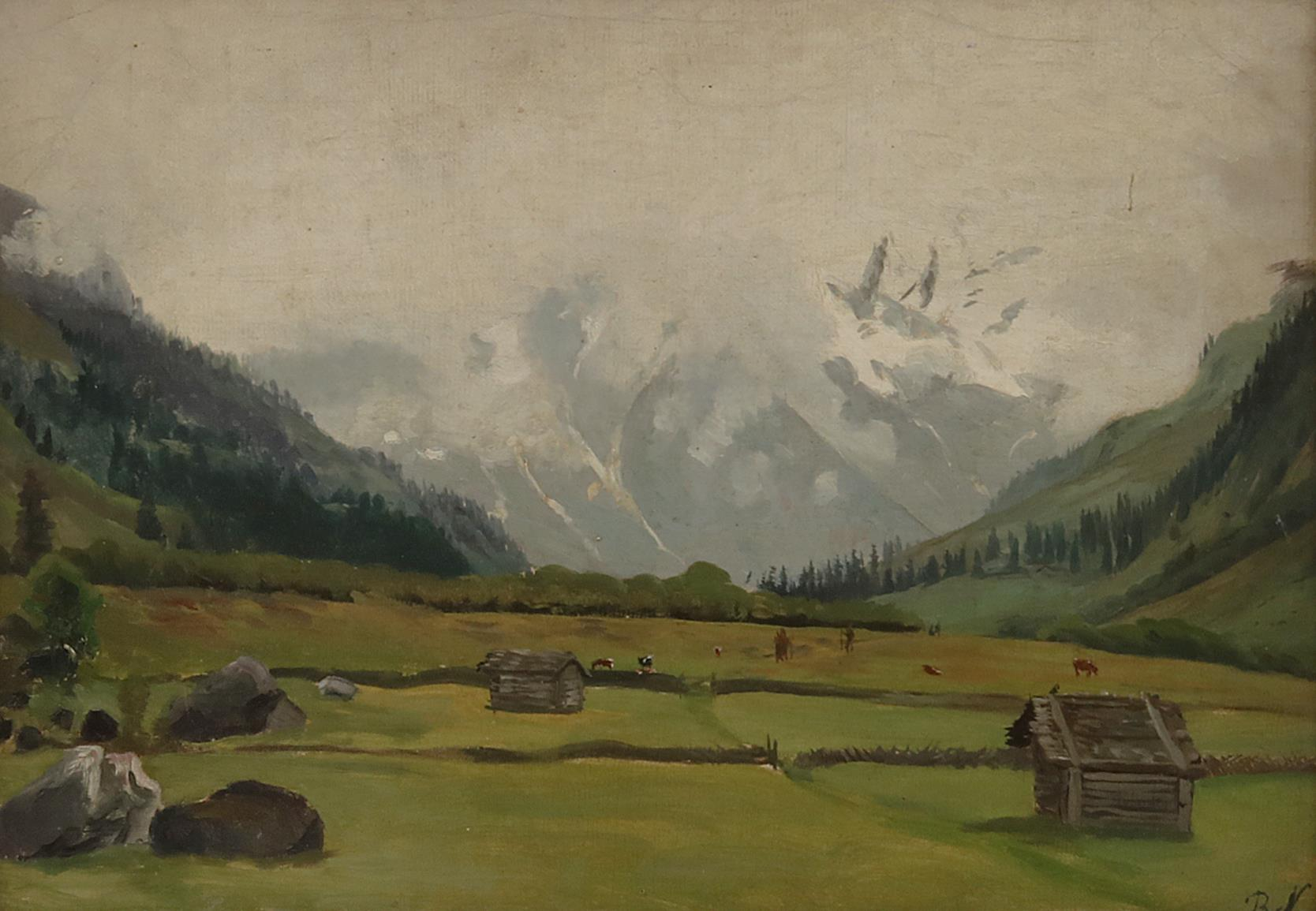
Alm en Haute-Bavière
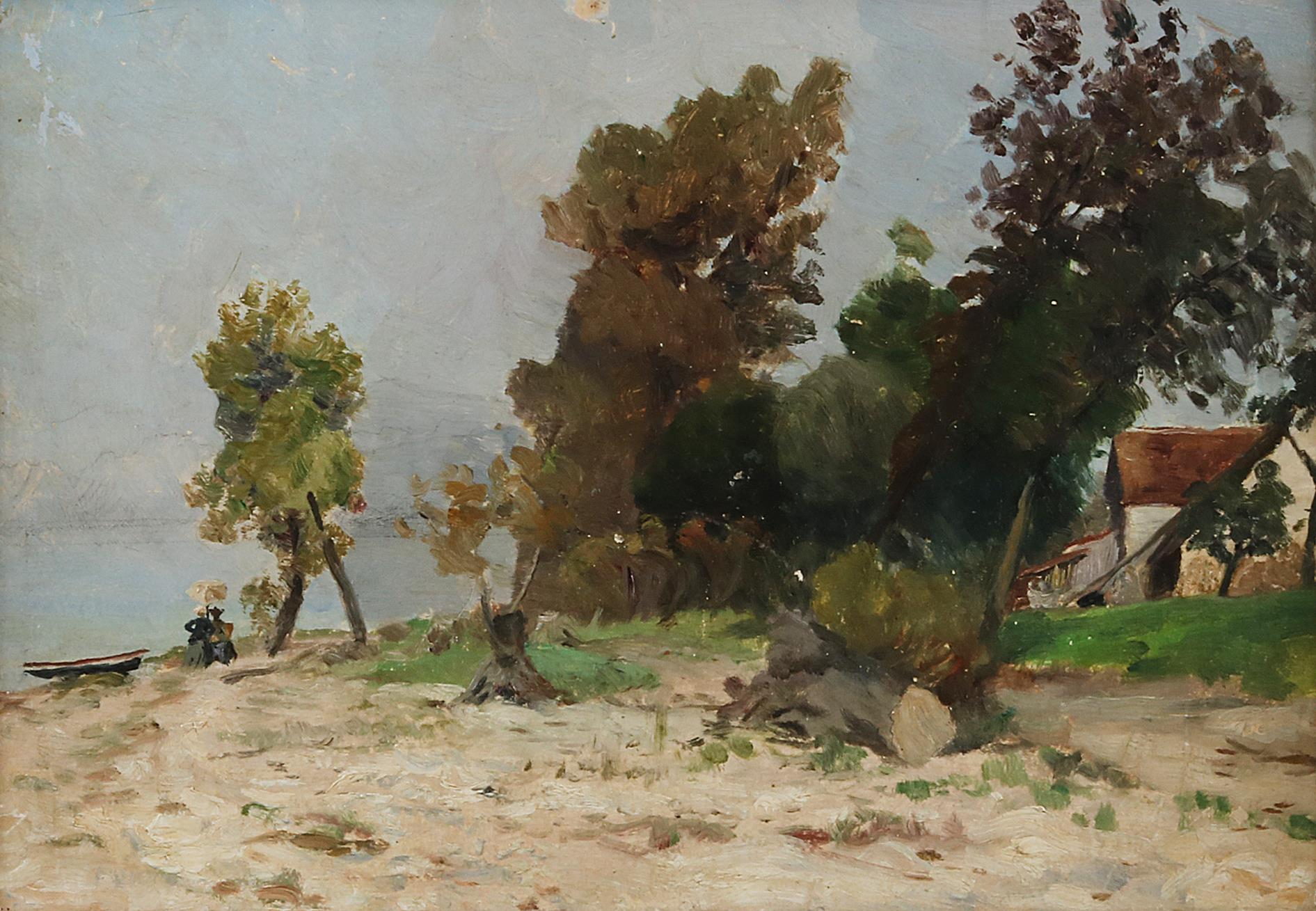
Paysage de rivage